# Señoritas de Hiroshima
Las señoritas de Hiroshima (en japonés: 原爆乙女, romanizado: Genbaku otome; tdl. ‘señoritas de la bomba atómica’) fueron un grupo de 25 mujeres japonesas que quedaron desfiguradas por el bombardeo atómico de Hiroshima y posteriormente emprendieron un viaje muy publicitado para obtener cirugía reconstructiva en los Estados Unidos. Las señoritas, que surgieron de un grupo de apoyo organizado por el ministro metodista Kiyoshi Tanimoto, atrajeron la atención generalizada de los medios de comunicación en Japón, y algunas se sometieron a cirugías en Tokio y Osaka. Después de que estas cirugías fallaran, Tanimoto trabajó con el editor del Saturday Review of Literature, Norman Cousins, para traer a las Maidens a los Estados Unidos para la cirugía. Viajaron allí en 1955.
Mientras estaban en Estados Unidos, un equipo de cirujanos del Hospital Monte Sinaí de Nueva York realizó 138 operaciones a las señoritas mientras estuvieron alojadas en el Centro Cuáquero de Estudio y Contemplación de Pendle Hill y con varias familias anfitrionas cuáqueras. Una de ellas, Tomoko Nakabayashi, murió durante una cirugía. Las señoritas regresaron a Japón en 1956 y tuvieron una recepción mixta por parte del pueblo japonés. Algunos los vieron como herramientas de propaganda de la Guerra Fría y de asimilación cultural, mientras que otros los elogiaron por mejorar las relaciones entre Japón y Estados Unidos. Después de su experiencia en Estados Unidos, las señoritas fueron retratadas en varias producciones dramáticas y en la película Hiroshima Maiden de 1988.

## Orígenes

### Juntando apoyo en Japón

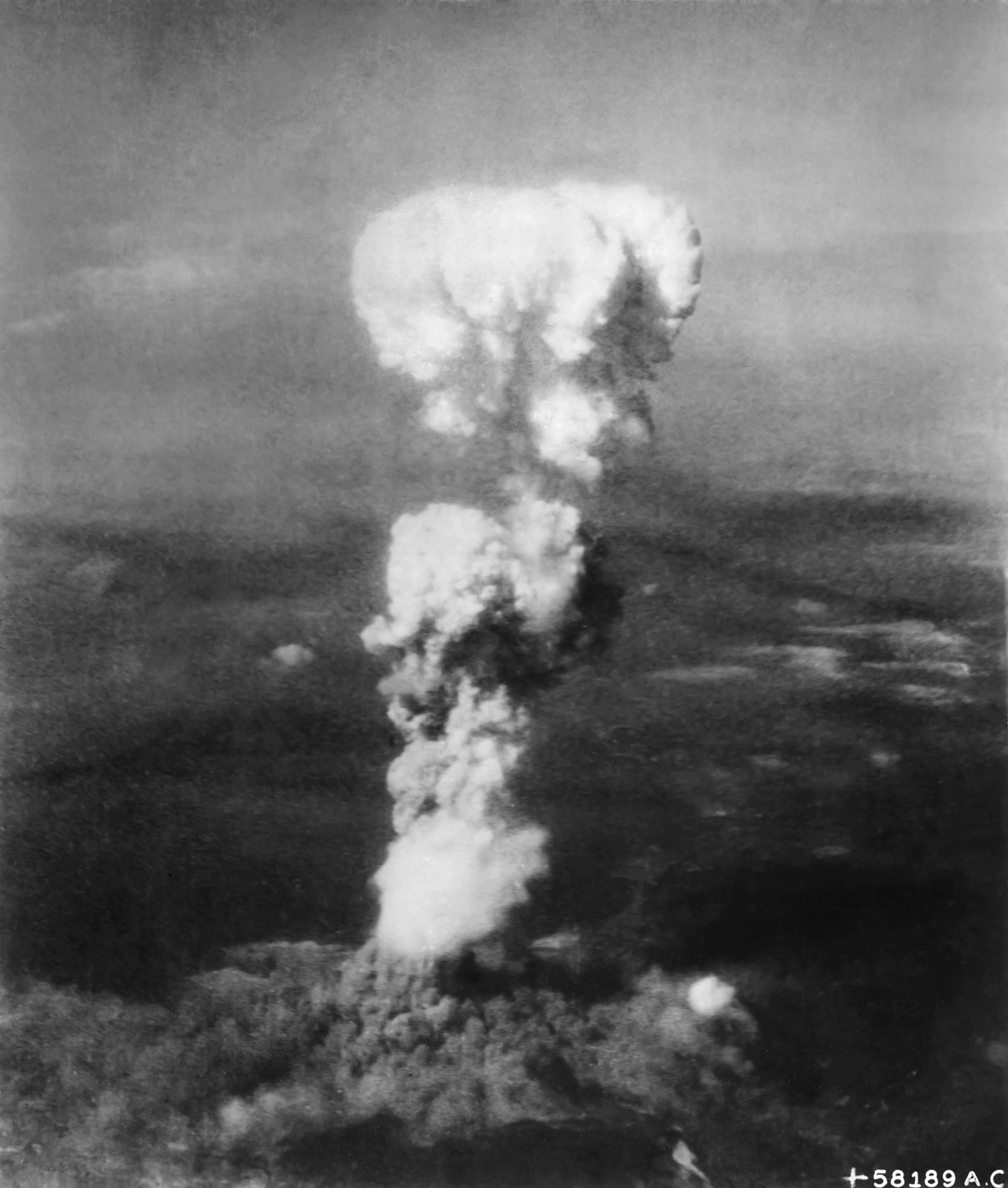
El bombardeo atómico de Hiroshima.

El 6 de agosto de 1945, un avión estadounidense lanzó una bomba atómica sobre Hiroshima, Japón. Los sobrevivientes del bombardeo se llamaban a sí mismos hibakusha. Numerosas personas sufrieron quemaduras profundas por los rayos de calor, así como pérdida de cabello y síndrome purpúrico por la radiación. Muchas de las quemaduras por calor se convirtieron en cicatrices queloide s. El ministro metodista Kiyoshi Tanimoto, inspirado por la hibakusha Shigeko Niimoto, ayudó a crear un grupo de apoyo formado por unas 40 mujeres hibakusha solteras en el sótano de su iglesia. Las personas que sufrían enfermedades por radiación estaban estigmatizadas en la sociedad japonesa, y las lesiones de los hibakusha a menudo se consideraban vergonzosas. Muchas de las mujeres habían sido escondidas por sus familias, que temían que sus desfiguraciones dañaran la reputación de su familia.
Tanimoto enfrentó resistencia cuando intentó buscar atención médica para las mujeres en Hiroshima, donde eran conocidas como «las chicas queloides de Tanimoto». Sin embargo, con la ayuda de un periodista del periódico de amplia circulación Yomiuri Shimbun, llevó a varias de las mujeres en un viaje con todos los gastos pagos a Tokio, Japón, donde llamaron la atención de la prensa, que las llamó las «Genbaku Otome» (tdl. ‘señoritas de la bomba atómica’). Como parte de este viaje, las mujeres visitaron la prisión de Sugamo. Mientras estaban allí, se reunieron con criminales de guerra japoneses, expresaron simpatía por ellos y afirmaron que, si bien alguna vez les guardaron rencor, dado que había pasado tanto tiempo desde que terminó la guerra, habían «[comenzado] a darse cuenta de que la difícil situación de los criminales de guerra era la misma que la de ellos». Esta visita resultó controvertida, ya que el también hibakusha Kiyoshi Kikkawa, que también estuvo presente en la visita, consideró que el comportamiento de las mujeres era «perturbador».  Poco después, algunas de las mujeres regresaron a Tokio para someterse a una cirugía reconstructiva. Otras fueron tratadas en el Centro Médico de la Universidad de Osaka. Estas cirugías, realizadas por médicos japoneses sin experiencia en operaciones reconstructivas, no lograron los resultados deseados y en algunos casos agravaron las lesiones de las mujeres.

### Juntando apoyo en los Estados Unidos
En 1951, Tanimoto comenzó a trabajar con el editor de The Saturday Review of Literature, Norman Cousins, para promover la causa de las mujeres, convenciéndolo de que el mejor curso de acción para las mujeres era llevarlas a los Estados Unidos para recibir cirugía allí. Fue Cousins quien utilizó por primera vez el nombre inglés Hiroshima maidens («señoritas de Hiroshima») para las mujeres. Cousins consultó al Dr. William Hitzig, su médico personal en el Hospital Monte Sinaí de Nueva York, sobre la viabilidad de la cirugía reconstructiva y le pidió que reuniera un equipo de médicos para realizarlas. Luego dispuso que el abogado Alfred Rose pagara los gastos de hospitalización. Debido a sus creencias pacifistas, Cousins pidió a los cuáqueros que proporcionaran alojamiento a las señoritas. Acordaron ofrecer sus casas como «retiros» para las señoritas. Los activistas Bill y Yuri Kochiyama también consiguieron apoyo para el proyecto en la comunidad japonesa-estadounidense de Nueva York, y se dispuso que la japonesa-estadounidense Helen Yokoyama acompañara a las señoritas a los Estados Unidos como su «madre de guarida».
Con la ayuda de Kiyoshi Togasaki, editor de The Japan Times, Cousins también convenció al general John E. Hull para que proporcionara transporte aéreo a las señoritas. Aunque el Departamento de Estado de los Estados Unidos inicialmente se opuso al proyecto, temiendo que fuera interpretado como una admisión de irregularidades por parte de los Estados Unidos al lanzar la bomba atómica, finalmente accedió después de que Marvin Green, del Centro para la Paz de Hiroshima, los convenciera de que tendría un efecto positivo en las relaciones entre Japón y los Estados Unidos. Inicialmente se seleccionaron 43 mujeres como candidatas para viajar a los Estados Unidos, y cuando Hitzig y su equipo viajaron a Japón para realizar exámenes preliminares, se determinó que 25 cumplían los criterios de la cirugía. Las señoritas partieron hacia Nueva York en abril de 1955.

## Estancia en los Estados Unidos

### Llegada y cobertura de prensa
De camino a Nueva York, las señoritas se detuvieron brevemente en Hawái, donde los residentes estadounidenses de origen japonés las recibieron con collares de flores. Se alojaron en el alojamiento de los oficiales en la Base Aérea Hickam y realizaron un recorrido turístico por la isla. Luego volaron a la Base Aérea Travis en California, donde fueron recibidos por la Sociedad Benevolente Japonesa de California y un grupo de mujeres que representaban al Consejo de Paz del Norte de California, quienes dieron un discurso en protesta contra las armas termonucleares. Finalmente llegaron a Nueva York el 9 de mayo de 1955. A su llegada, miembros de la prensa de Nueva York se abalanzaron sobre las señoritas, enfureciendo a Cousins, quien casi entró en un altercado físico con un fotógrafo del New York World-Telegram. Después, fueron escoltadas por el Departamento de Policía de Nueva York a una fiesta de bienvenida organizada en la casa de cinco pisos de Hitzig. Después de eso, fueron llevadas al Centro Cuáquero de Pendle Hill en Pensilvania.
Las descripciones de las señoritas en la prensa enfatizaron la gravedad de sus heridas, relacionándolas con la bomba atómica usando epítetos como bomb-scarred («marcadas por la bomba») y Hiroshima-scarred («marcadas por Hiroshima»). Esta cobertura de prensa, combinada con las proyecciones en Nueva York de la película Hiroshima de 1953, llevó al Departamento de Estado a emitir un memorando interno que afirmaba que «ayudar a las víctimas de la desgracia es un esfuerzo que vale la pena, pero se debe hacer todo lo posible para evitar que el proyecto que involucra a las chicas de Hiroshima avive la propaganda contra las armas nucleares».
El 11 de mayo, Tanimoto y varias de las señoritas volaron a Los Ángeles para aparecer en un episodio del programa de televisión This Is Your Life. Tanimoto, a quien le habían dicho que lo iban a entrevistar sobre las señoritas, se sorprendió por el formato del programa: un relato dramático de su vida con efectos de sonido, una banda sonora orquestal y apariciones especiales de figuras importantes de su pasado. Al final del segmento, dos de las señoritas, Tadako Emori y Toyoko Minowa, aparecieron y agradecieron a la gente de los Estados Unidos por su ayuda, aunque estuvieron ocultas detrás de pantallas para no «avergonzarlas».

### Cirugías

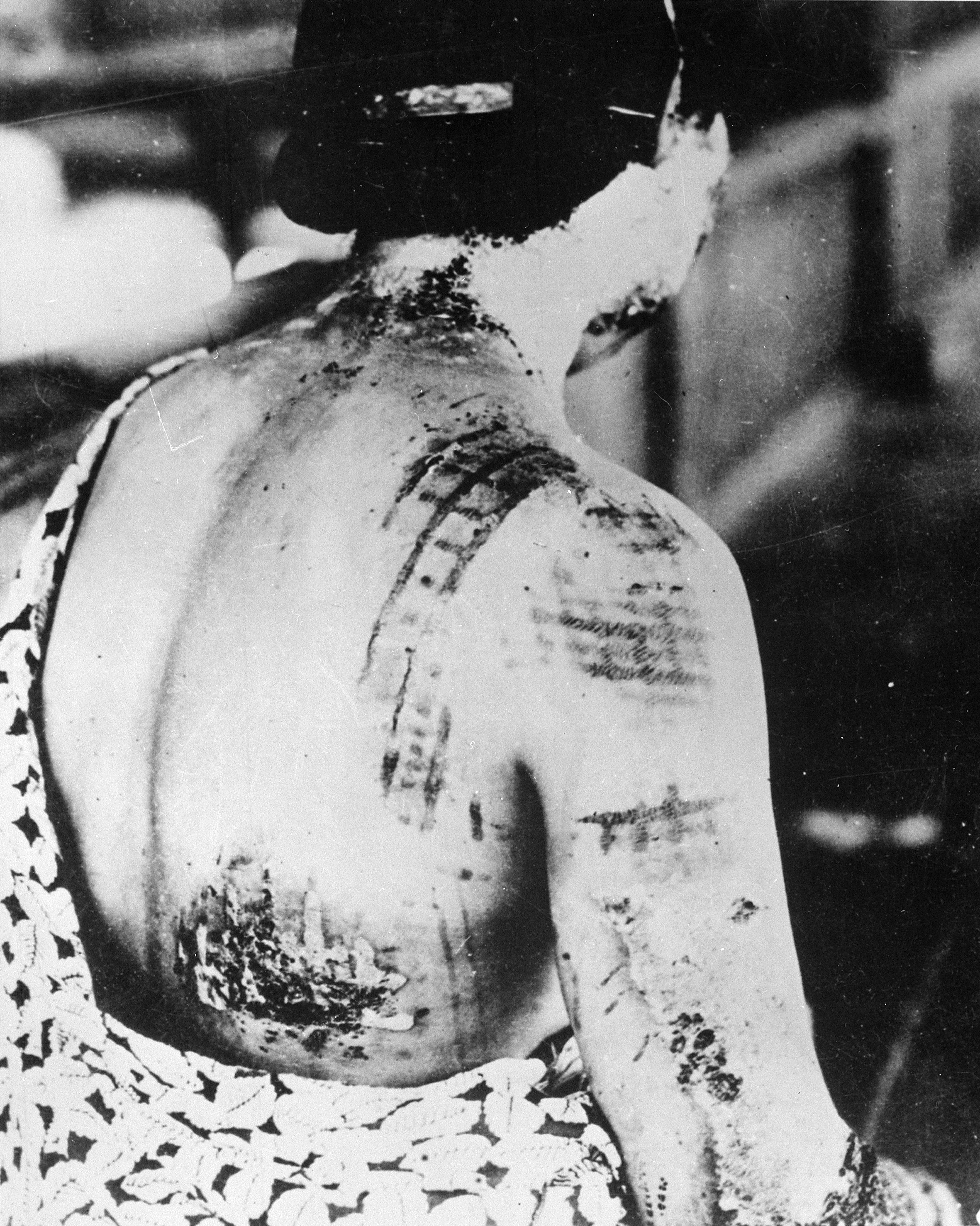
Una hibakusha de Hiroshima con cicatrices de quemaduras nucleares sintomáticas.

El equipo quirúrgico de las señoritas incluía a Hitzig; los doctores Arthur Barsky, Bernard Simon y Sidney Kahn; y tres médicos japoneses que habían viajado con las señoritas para ayudar con las operaciones. Las primeras cuatro operaciones realizadas por el equipo incluyeron la eliminación de una adherencia queloide del cuello de una mujer, lo que le permitió mover la cabeza libremente; la eliminación de una cicatriz de la mano derecha de otra mujer; el injerto de piel con pelo de detrás de la oreja de una mujer para formar un nuevo par de cejas; y el injerto de un trozo de piel del brazo de otra mujer para reparar su párpado dañado. La mujer cuyo párpado fue reparado, Mitsuko Kuramoto, fue objeto de rumores; muchos afirmaban que su párpado había sido destruido por completo y que, como resultado, el ojo expuesto lagrimeaba incontrolablemente. Esta historia fue refutada por el cirujano Bernard Simon, quien aclaró que una persona sin párpado probablemente quedaría ciega en pocos días. Siguieron más cirugías, la mayoría de ellas con injertos pediculados.
Después de cada cirugía, las señoritas se recuperaron en las casas de varias familias cuáqueras anfitrionas en Connecticut, Nueva Jersey y Nueva York. Estas familias anfitrionas compraron a las señoritas ropa estadounidense y las animaron a participar en actividades en instituciones educativas locales; muchas de ellas tomaron clases de cosmetología, enfermería, pintura y trabajo de secretariado. Cousins describió a las familias anfitrionas de las señoritas como sus «nuevos padres», mientras que algunos miembros de la prensa retrataron a las matronas de estas familias como sus «nuevas madres estadounidenses».
Como parte de un plan para estudiar su salud mental, Hitzig trajo a un psiquiatra para evaluar a las señoritas sin informarles con antelación. Esta decisión fue criticada por Yokoyama, Barsky y la representante cuáquera Ida Day, quienes argumentaron que el estudio planeado sería explotador. El estudio finalmente se interrumpió.
Las cirugías estaban originalmente programadas para concluir dentro de un año de la llegada de las señoritas. Sin embargo, como el número de camas en el hospital era insuficiente, el plazo se extendió hasta el verano de 1956. Para adaptarse al cronograma original, se determinó que la mitad de las señoritas regresarían a Japón mientras que el resto permanecería en los Estados Unidos para completar sus cirugías. Entre las seleccionadas para regresar estaba Tomoko Nakabayashi, quien solicitó que el equipo le realizara un último procedimiento: la eliminación de una cicatriz en la parte interna de su antebrazo. Barsky dio su consentimiento al procedimiento, que tuvo lugar el 24 de mayo de 1956. Complicaciones durante la cirugía provocaron que Nakabayashi sufriera una insuficiencia cardíaca y muriera esa noche. Su muerte recibió poca atención en los medios estadounidenses, pero fue ampliamente cubierta por algunos periódicos japoneses, que afirmaron que las señoritas estaban siendo utilizadas como «conejillos de indias» para la experimentación estadounidense.
El primer grupo de señoritas regresó a Japón en junio de 1956. El segundo grupo regresó en noviembre. En total se realizaron 138 cirugías a las señoritas. Su recepción en Japón fue mixta: algunos las veían como «víctimas de la propaganda de la Guerra Fría» cuyas cirugías se realizaron para ocultar el daño infligido por las bombas atómicas, otros los veían como «víctimas de la asimilación cultural» y otros los veían con simpatía, creyendo que su experiencia podría ayudar a conectar al pueblo japonés con el pueblo de los Estados Unidos.

## Vidas después de la reconstrucción
Después de regresar, varias señoritas se casaron y se convirtieron en madres. Una de ellas, Masako Wada, se convirtió en trabajadora social, encontrando inicialmente empleo en el Hogar de Niños Ciegos de Tanimoto antes de convertirse en trabajadora social en un hogar para ancianos hibakusha en Hiroshima. Otra persona, Hideko Hirata, también se convirtió en trabajadora social y defendió los intereses de los burakumin (tdl. 'gente de aldeas o poblados'). Otros, como Emiko Takemoto, Hiroko Tasaka y Toyoko Morita, se inclinaron por el diseño; Morita asistió a la Escuela de Diseño Parsons y más tarde se convirtió en una reconocida diseñadora de moda en Japón. Otros aceptaron puestos profesionales como telefonistas y secretarias o encontraron empleo como trabajadores manuales. Niimoto, quien había inspirado la creación del grupo, se mudó a Estados Unidos para vivir con Cousins. Posteriormente se mudó con una familia japonesa estadounidense, donde trabajó durante algún tiempo como enfermera en el hospital Mount Sinai Morningside de Nueva York y luego, después del nacimiento de un hijo, en varios puestos independientes, incluso como enfermera de atención domiciliaria. En 1980, testificó ante el Senado de los Estados Unidos sobre los impactos de las armas nucleares en la salud.

## Legado
Las fotografías de tres de las señoritas aparecen sin crédito en el libro Principles and Practics of Plastic Surgery, escrito por Barsky y coeditado por Kahn y Simon, para demostrar los efectos de las quemaduras por radiación. También fueron el tema del drama de danza de 1984 No More Hiroshimas—A Lone Star Shinning. Escrito por Hideo Kimura y musicalizado por Shigeo Tohno, el drama retrata las experiencias de los hibakusha el día en que Hiroshima fue bombardeada. Una señorita llamada «Hideko» aparece en la obra Gretty Good Time, escrita por John Beluso, y las señoritas también son mencionadas en la obra No One as Nasty, escrita por Susan Nussbaum:
 

...y las doncellas de Hiroshima se quemaron y desfiguraron, esa es la palabra, «desfiguraron», ¿por qué? Porque estaban en Hiroshima. Estaban demasiado cerca para evitar el fuego, demasiado lejos para ser consumidas...

Las señoritas también fueron retratadas en la película Hiroshima Maiden de 1988, que mostraba a una mujer hibakusha que se alojaba con una familia estadounidense. En 1994, el poeta Daniel James Sundahl publicó un libro titulado Hiroshima Maidens: Imaginary Translations from the Japanese (Las señoritas de Hiroshima: traducciones imaginarias del japonés), que relata el impacto psicológico que el bombardeo de Hiroshima podría haber tenido en las señoritas.

### Interpretaciones y críticas
Los debates sobre las señoritas de Hiroshima se han centrado en el excepcionalismo estadounidense, la culpabilidad estadounidense por lanzar la bomba atómica y las interpretaciones de la feminidad de las señoritas. En 1985, Rodney Barker publicó una biografía de las señoritas de Hiroshima. Esta biografía, descrita por la historiadora Caroline Chung Simpson como «la historia más completa del proyecto de 1955», fue criticada por el crítico del New York Times Taylor Branch por desestimar la cultura japonesa mientras elogiaba los «valores estadounidenses». Barker respondió afirmando que su libro «no era un comentario sobre la superioridad cultural», pero que sí mostraba cómo ciertos aspectos de la cultura estadounidense ayudaron a las Doncellas a prosperar como seres humanos. Según Chung Simpson, Barker vio la historia de las señoritas de Hiroshima como una «historia de amor y compasión» que mostraba cómo personas de diferentes orígenes podían unirse en «sacrificio y generosidad». La propia Chung Simpson rechaza esta premisa y sostiene en cambio que el atractivo principal del proyecto residía en su afirmación de la «domesticidad estadounidense» durante el difícil período de posguerra.
El académico David Serlin sostiene que los partidarios de las señoritas de Hiroshima las veían a través de «paradigmas occidentales de belleza» y feminidad, sugiriendo que su tratamiento público permitió a la gente común ver tanto la promesa como el «horror» de la ciencia médica. Más tarde, en un artículo de 2010, el historiador Robert Jacobs sostiene que el proyecto permitió a los medios estadounidenses retratar a Estados Unidos como un «sanador» de los sobrevivientes de la bomba atómica en lugar de como la fuente de sus heridas. En opinión de Jacobs, esta narrativa reforzó las representaciones de la «destreza tecnológica» y la buena voluntad estadounidenses que se utilizaron para justificar el lanzamiento de bombas atómicas sobre ciudadanos japoneses en primer lugar. También sostiene que el proyecto ignoró a los hibakusha masculinos, alegando que si se hubieran incluido hombres jóvenes japoneses en el proyecto, habría invocado recuerdos no deseados de soldados japoneses, haciéndolos así no aptos para la generosidad estadounidense.
La historiadora Naoko Shibusawa afirma que el uso del lenguaje materno al describir a las señoritas hizo que tanto la ayuda como la autoridad estadounidenses parecieran naturales, al tiempo que trasladaba la responsabilidad del cuidado de los hibakusha a grupos privados en lugar del gobierno de los Estados Unidos. Según la historiadora Naoko Wake, la feminidad de las señoritas las convertía en «dignas receptoras de cuidados», a pesar de la negativa del gobierno estadounidense a reconocer oficialmente su derecho al tratamiento. Afirma además que las heridas de las señoritas sirvieron como espectáculo público y que fueron «rápidamente reemplazadas» por estadounidenses que tenían miedo de convertirse en víctimas de una guerra atómica a continuación.

## Lista
- Atsuko Yamamoto [d][60]
- Chieko Kimura [61]
- Emiko Takemoto [62]
- Hideko Hirata [63]
- Hideko Sumimura [60]
- Hiroko Tasaka [64]
- Keiko Kawasaki [60]
- Masako Wada [65]
- Michiko Sako [66]
- Michiko Yamaoka [67]
- Michiyo Zomen [68]
- Misako Kannabe [69]
- Mitsuko Kuramoto [27]
- Motoko Yamashita [60]
- Shigeko Niimoto [70]
- Suzue Oshima [56]
- Tadako Emori [58]
- Takako Harada [71]
- Tazuko Shibata [60]
- Terue Takeda [60]
- Tomoko Nakabayashi [69]
- Toyoko Minowa [58]
- Toyoko Morita [72]
- Yoshie Enokawa [73]
- Yoshie Harada [60]